# Avinyó
|  | Per a altres significats, vegeu «Avinyó (Valclusa)». |

Avinyó és un municipi de la comarca del Bages. Engloba els pobles d'Horta d'Avinyó, Santa Eugènia de Relat i Avinyó .
| Entitat de població    | Habitants (2023) |
| Avinyó                 | 2.145            |
| Horta d'Avinyó         | 76               |
| Santa Eugènia de Relat | 45               |
| la Vall d'Urbisol      | 23               |
| Font: Idescat          |                  |

El terme municipal és situat majoritàriament a la dreta de la vall mitjana de la riera Gavarresa, tocant el Lluçanès, i és drenat per la riera de Relat.
Avinyó va pertànyer al monestir de Sant Pere de la Portella des del 1219, però passà més tard a la jurisdicció reial.

## Geografia
- Llista de topònims d'Avinyó (Orografia: muntanyes, serres, collades, indrets..; hidrografia: rius, fonts...; edificis: cases, masies, esglésies, etc).

## Història
Avinyó ha estat habitat des de temps prehistòrics com ho demostra els sepulcres megalítics trobats a Sant Marçal, que donen constància d'un poblat ibèric del segle vi aC.
En l'època feudal el poble tenia un castell que donava unitat al terme i que al llarg dels anys va anar canviant de propietaris. L'any 1803 fou venut a la Casa Verdaguer. Avui d'aquest castell no en queda rastre però es té constància que es trobava a un centenar de metres de l'actual cementiri.
L'any 1427 un terratrèmol que va sacsejar la comarca va fer caure una part del Pont Vell, una infraestructura essencial en l'antic Camí Ramader Central.
El 16 d'agost de 1714, evoca un record trist de l'escomesa que el poble lliurà contra les tropes franceses acabdillades per Felip d'Anjou. En l'alçament dels catalans contra les tropes de Felip V, el poble d'Avinyó va resistir heroicament en el pla on ara hi ha edificada la fàbrica de cal Morera. Després els francesos desfogaren el seu odi sobre la casa de la Vila i l'Església Parroquial.
L'any 1836 s'incorpora al municipi d'Avinyó, el municipi de Santa Eugènia de Relat, i l'any 1846 el municipi de Santa Maria d'Horta.
El 16 de novembre de 1848, en el curs de la Guerra dels Matiners (Segona Guerra Carlina), Rafael Tristany, guerriller carlista, va derrotar i fer presoner a Avinyó el brigadier isabelí Manzano junt amb 700 soldats més. El general Tristany fou recompensat amb el títol de comte d'Avinyó. Durant aquesta guerra es va construir la torre del telègraf o Torre dels Soldats.

## Llocs d'interès

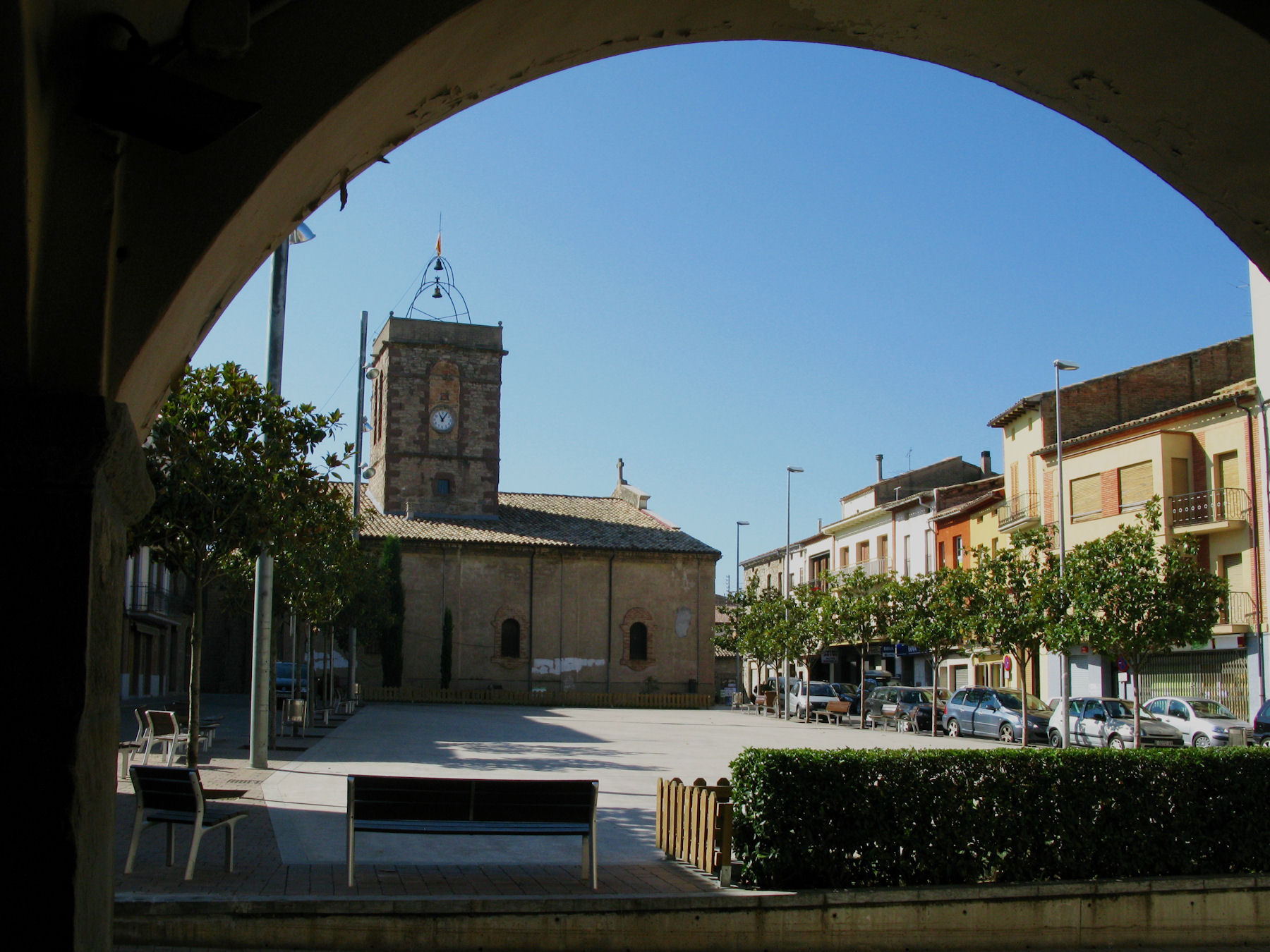
Plaça Major d'Avinyó

- Església Parroquial de Sant Joan d'Avinyó guarda algunes restes del seu origen romànic. Prop d'Avinyó hi tenim l'església de Santa Eugènia de Relat amb el seu campanar característic d'origen romànic del s. XI.

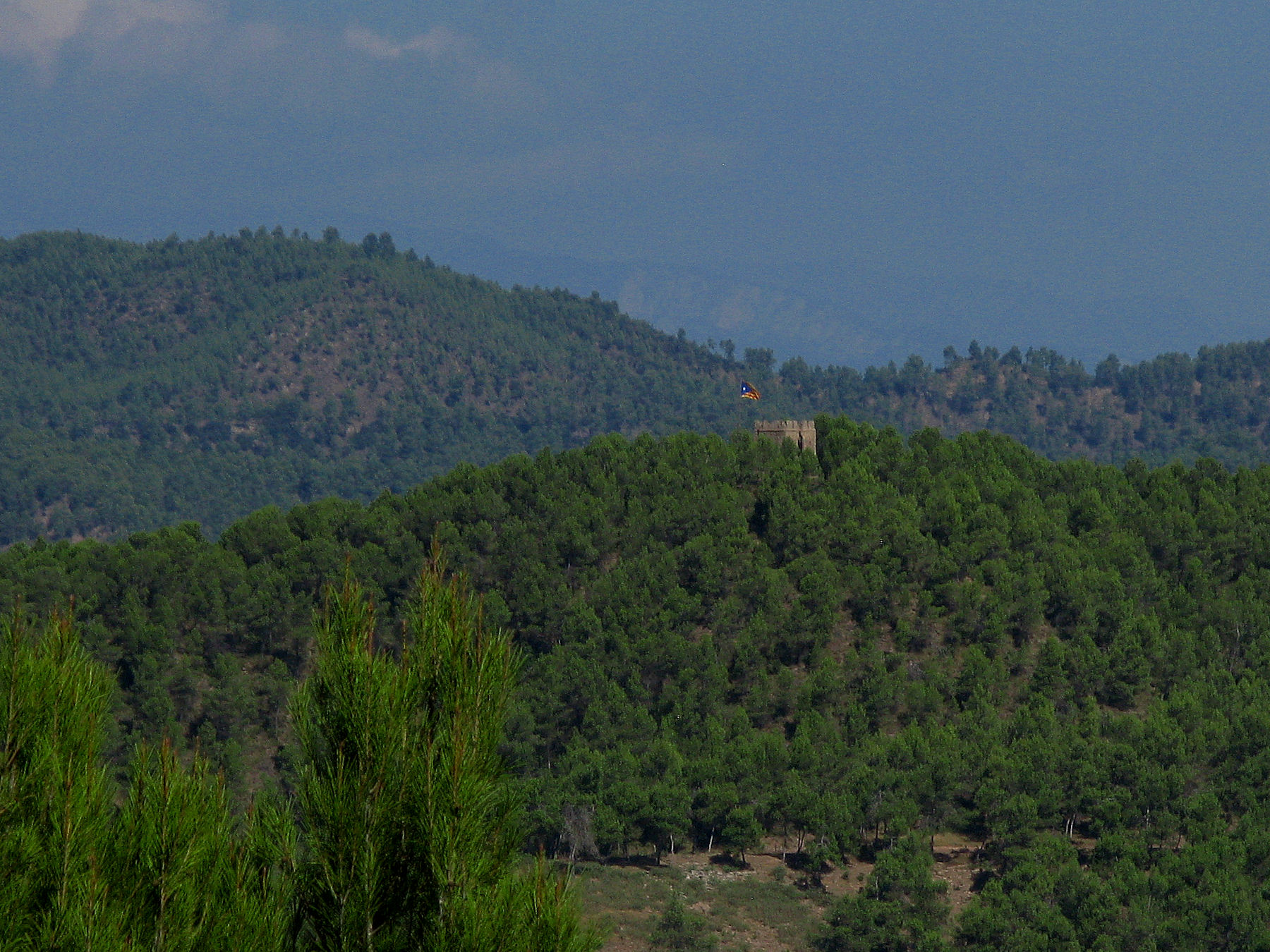
Torre dels Soldats

- La Torre dels Soldats que havia estat una torre de telegrafia òptica. La torre és una construcció de planta quadrada de 5,50 m de costat, dues plantes d'alçada i terrassa espitllerada, feta amb murs de maçoneria de pedra i morter de calç, erigida per facilitar les comunicacions i allotjar una petita guarnició per a la defensa del territori. El nom de Torre dels Soldats ve de què la torre estava ocupada per militars que feien funcionar el telègraf i la protegien. La torre formava part de la xarxa catalana de telegrafia òptica militar construïda els anys 1848-1849 durant la Segona Guerra Carlina o Guerra dels Matiners. La torre forma part de la línia línia que començava a Barcelona i continuava cap a Vic per tornar a Barcelona era: Montjuïc (Barcelona) / Sant Pere Màrtir / Molins de Rei / Martorell / Esparreguera / Collbató / Can Maçana (bifurcació cap a Lleida) / Sant Salvador de Guardiola / Manresa (bifurcació cap a Solsona) / Sant Fruitós / Artés / Avinyó / Sant Feliu Sasserra / Prats de Lluçanès / Perafita / Santuari dels Munts / Orís / Sant Hipòlit de Voltregà / Vic (bifurcació cap a Olot) / Tona / Centelles / Puig-graciós / Granollers / Montornès / Sabadell / Montcada / Barcelona. No es disposa, de moment, de cap document de l'època que de manera directa mencioni la data de construcció de la Torre dels Soldats. El més probable és que fos construïda en la primera meitat de l'any 1849. Hi ha les dates de construcció d'algunes torres de la mateixa línia que la d'Avinyó: el telègraf d'Orís va ser instal·lat el mes de gener de 1849, pel febrer es treballava en el del Santuari de Els Munts i el de Prats fou acabat a mig mes de març del mateix any. La Generalitat de Catalunya la té catalogada amb data de 1854. Una data també possible si es té en compte que la xarxa no es desmantellà fins al 1862 i que durant aquest període s'anaren fent algunes ampliacions.Tampoc hi ha hi ha documentació sobre el grau de funcionament (nombre de missatges tramesos) de la xarxa catalana de telègraf òptic militar, ni, en particular, de la Torre dels Soldats. El cert és que a l'estiu de 1849 un cop acabada la construcció de la xarxa es va acabar també la Guerra dels Matiners. Tot i així la xarxa no fou desmuntada fins a l'any 1862. És de suposar que durant aquests anys en els quals la pacificació no era total hagués continuat funcionant. Alguns historiadors mencionen que durant la Tercera guerra carlina algunes d'aquestes torres foren reutilitzades com a punt de vigilància i control. Hi ha torres que mostren modificacions posteriors per a reforçar la seva defensa. Entre novembre de 2013 i febrer de 2014 es va realitzar una restauració que va permetre la consolidació dels elements existents i evitar danys més importants a curt termini. La restauració va anar precedida d'una excavació arqueològica dels rebliments dipositats a l'interior de l'edifici i ha consistit en la reposició de les parts de la construcció necessàries per garantir l'estabilitat de l'estructura.

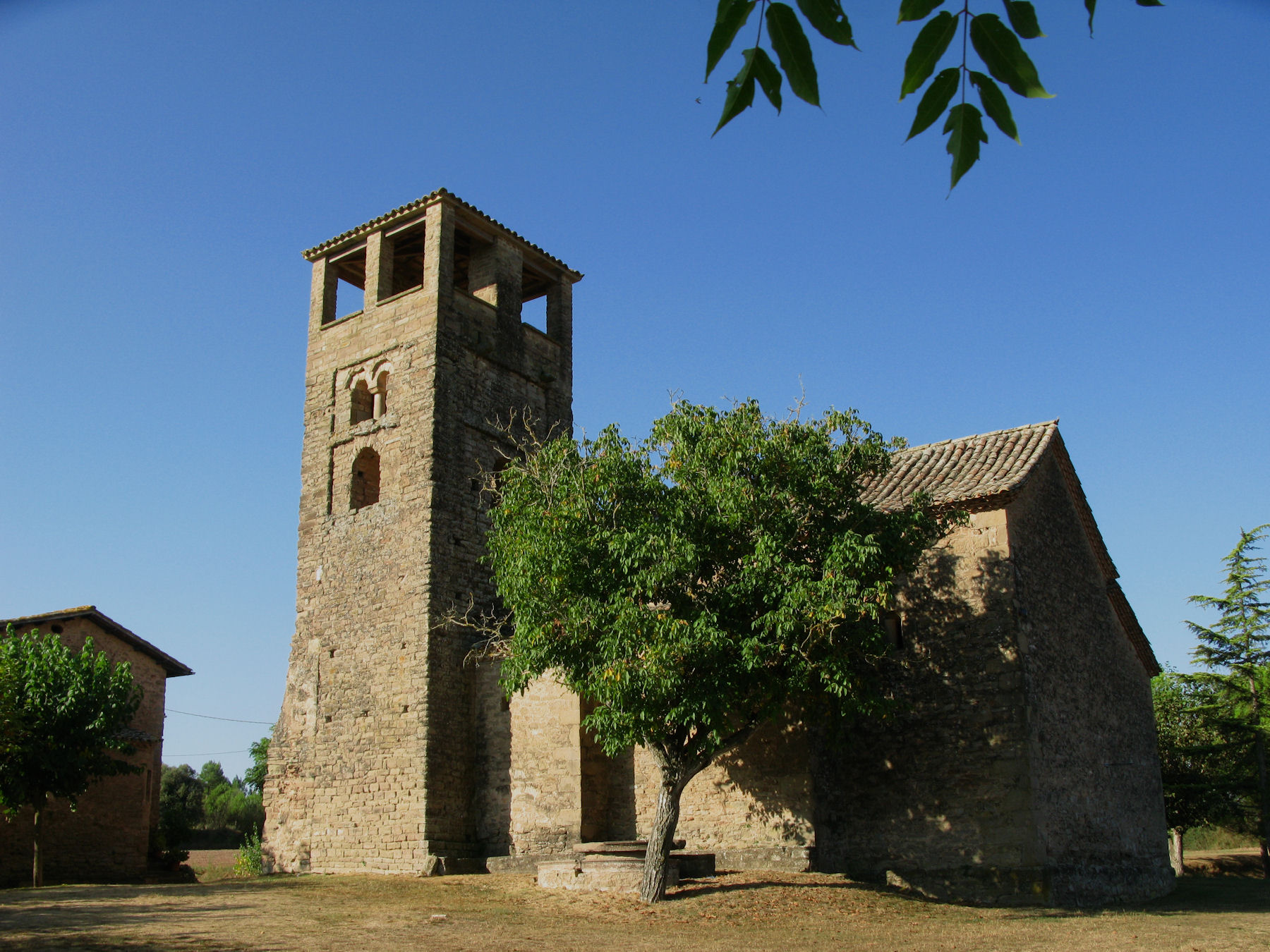
Santa Eugènia de Relat

- Santa Eugènia de Relat és una església del segle xi situada al terme de Relat. És d'estil romànic i estava formada per una nau amb volta de canó, un sol absis i porta a la banda de migdia. Posteriorment fou modificada, renovada i ampliada successivament al final dels segles xvii i xix. L'impressionant campanar de tres pisos, va ser restaurat a finals del s.XX
- Sant Marçal de Relat.

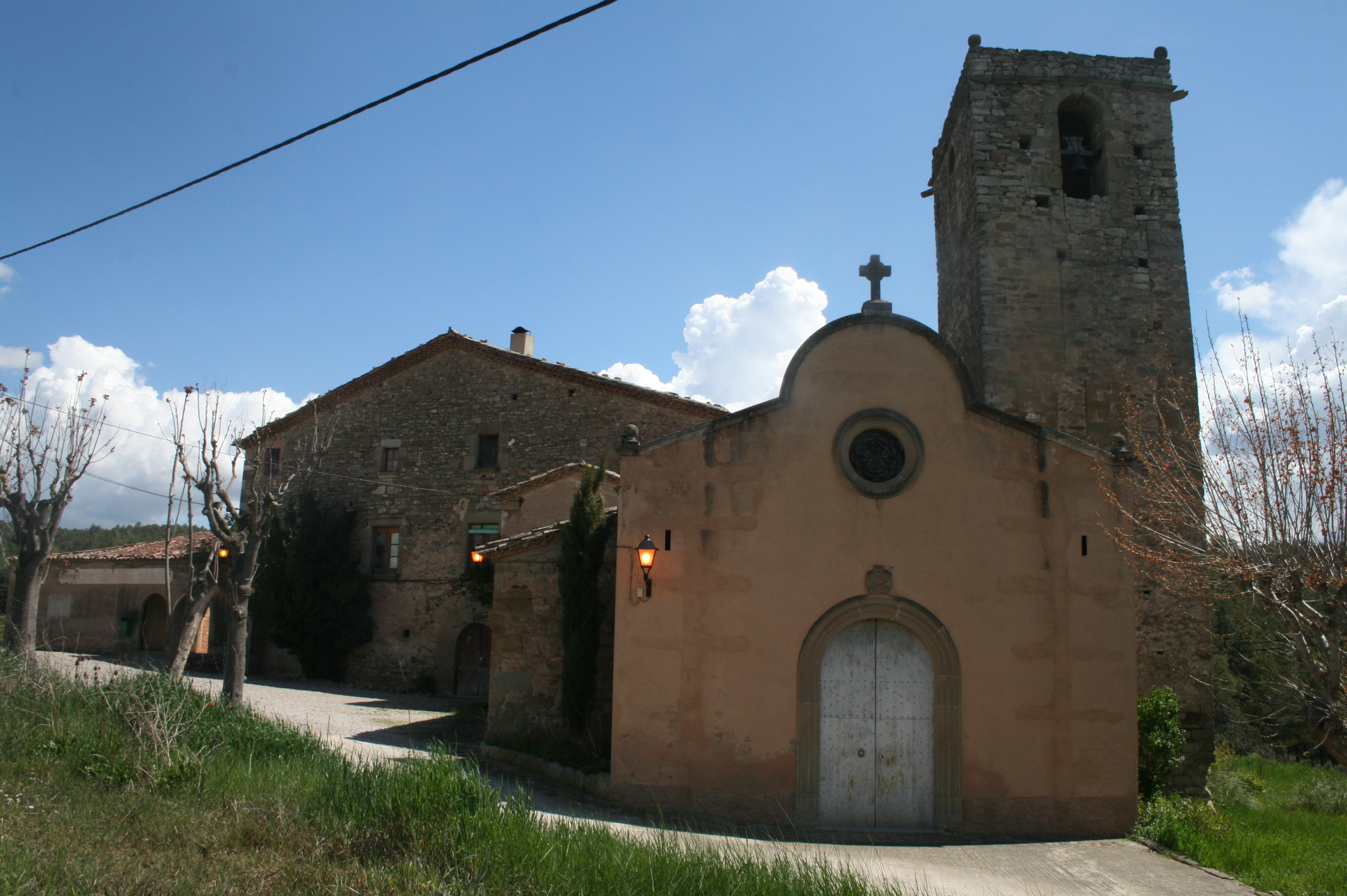
Santa Maria d'Horta

- Santa Maria d'Horta és una església romànica citada des d'abans del 1154 i esmentada com a parròquia Santa Maria d'Horta des de 1177. Al segle xvii el temple fou ampliat i modificat amb la construcció de capelles laterals i posteriorment al segle xix, es construí la façana actual. El temple romànic constava d'una nau rectangular coberta amb volta de mig punt i rematada, al cantó de llevant i per un absis semicircular amb arcuacions llombardes. Les actuals pintures de l'absis són obra del pintor Joan Vilarubies d'Igualada, portades a terme en la restauració l'any 1957. En aquesta església fou enterrada Josefina Vilaseca i Alsina l'any 1952. Actualment, el seu cas està en procés de beatificació, impulsat des del Bisbat de Vic.
- Sant Sadurní del Pla és una església originàriament romànica que fou modificada al S. XVIII. Està situada a prop de Sant Pere de Serraïma.
- Capella de Vinyés, capella de la masia del Vinyés amb un campanar en espadanya.

- Pou de glaç d'Horta s'havia utilitzat per a conservar-hi gel per a utilitzar-lo els mesos càlids de l'estiu. Està situat al carrer Nou d'Horta, just al peu de la carretera B-431 que uneix Avinyó amb Artés. Construït probablement entre els segles xviii i xix.
- Camí Ramader és una part del camí central de la ruta de la transhumància que travessava pel municipi d'Avinyó. El Camí anava des de Poblet fins al Carlit, a la Cerdanya. Era transitat, sobretot, pel bestiar d'aquest monestir de l'orde del Cister. S'ha recuperat el tram que va del Pont Vell fins a Santa Creu de Jutglar amb un recorregut total de 20,33 km. El camí passa pel Pont Vell, creuant la riera de Relat, un dels punts de pas més significatius dins el terme d'Avinyó. El camí continua cap el pla de l'Oliva en direcció al Lluçanès. Entre la Torre dels Soldats i la casa de l'Oliva s'hi conserva més d'un quilòmetre de paret de pedra seca que marcava la carrerada i evitava que el bestiar envaís els conreus. Prop del Pont Vell, la casa de la Verdagueria era un important punt de parada. Hi havia lloc per tancar-hi els ramats i descansar els pastors. Els Camins Ramaders antigament eren una concessió reial de dret de pas per als ramats transhumants i bestiar de dins la comarca, que migraven estacionalment a la recerca de pastures, sobretot a l'hivern a planes i a l'estiu a les muntanyes. Degut aquest trànsit es va fer del tot necessari la creació d'aquests camins, per tal que el bestiar hi pogués transitar sense problemes. Un dels camins més importants fou el Camí Ramader de Marina.

- El Serrat de Puig d'Ases és una muntanya de 451 metres.[1]
- Torre de Ca l'Abadal, gran casa d'inicis del segle XX d'estil modernista i historicista medieval. Al centre del nucli històric.
- Aqüeducte de Vilagonella.
- Font de Sant Jaume
- Font de la Rovirassa

## Festes locals
Avinyó celebra la seva Festa major el tercer cap de setmana de setembre. També es fa la Fira el segon diumenge de maig; la Fira fins al 2012 s'anomenava Fira-Festa i consistia en parades dels comerços i botigues del municipi. El 2012 la Fira d'Avinyó esdevé una fira temàtica, anomenada Fira dels Matiners, centrada en la Guerra dels Matiners. Hi ha activitats de recreació històrica per explicar com vivia la societat catalana de mitjans del segle xix i els fets que van tenir lloc a Avinyó durant aquesta guerra.
També la Festa del Carnestoltes que se celebra el cap de setmana abans de la Quaresma és una de les festes més sonades de la comarca.

## Demografia
| 1497 | 1515 | 1553 | 1787 | 1887  | 1900  | 1920  | 1950  | 1970  | 2010  | 2024  |
| 26   | 32   | 39   | 933  | 1.757 | 1.505 | 1.576 | 1.587 | 1.720 | 2.336 | 2.313 |

## Política i govern

### Composició de la Corporació Municipal
El Ple de l'Ajuntament està format per 11 regidors. En les eleccions municipals de 2023 el grup de Junts per Avinyó obtingué 6 regidors i Esquerra Republicana de Catalunya-Acord Municipal (ERC-AM) obtingué 5 regidors. L'alcalde és en Sergi Grau i Torrent.

### Eleccions municipals

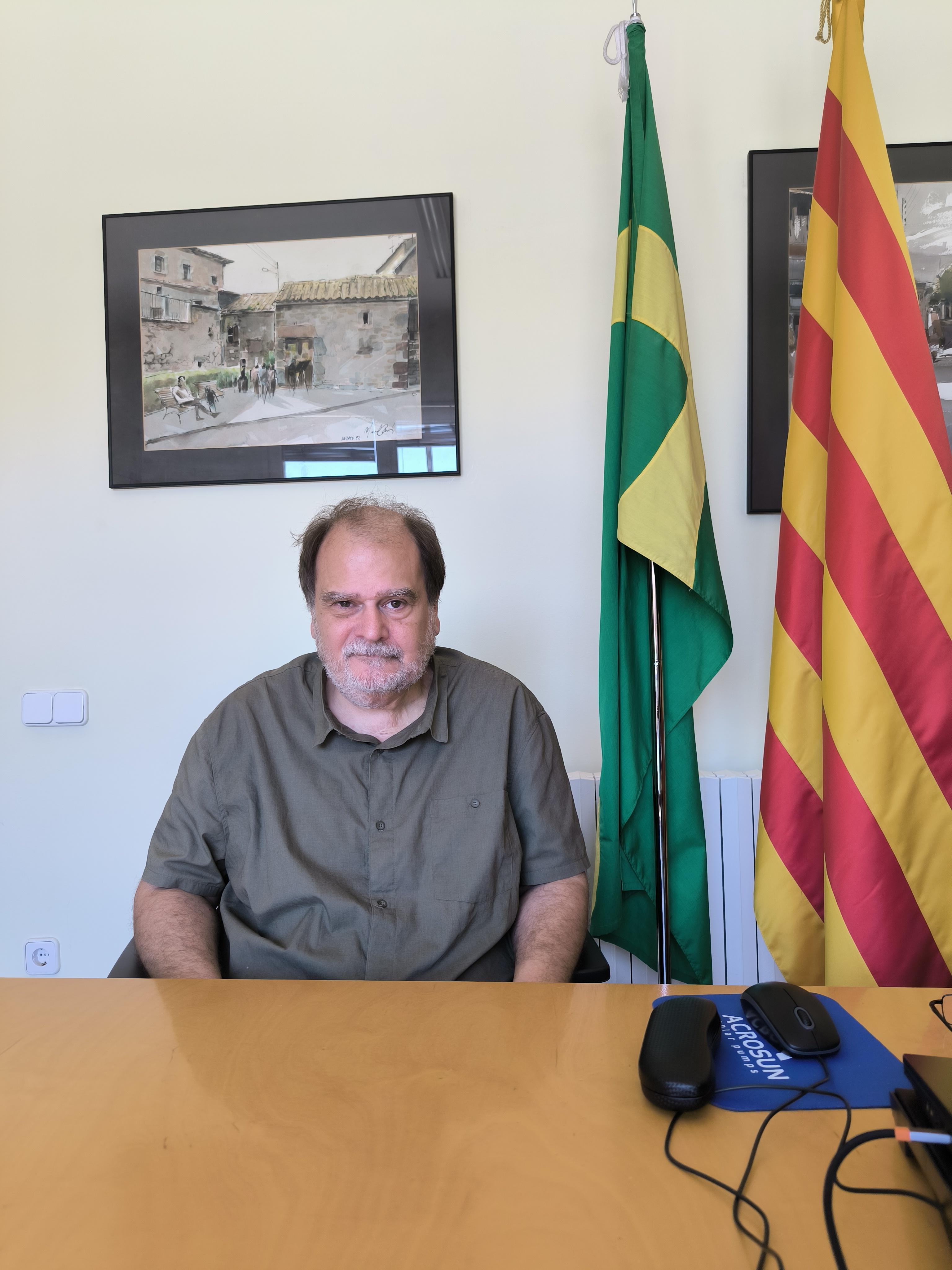
Sergi Grau Torrent, alcalde d'Avinyó, al despatx d'alcaldia del consistori el juny del 2024

Des de les primeres eleccions després del franquisme, l'any 1979, i fins al 1991, l'Ajuntament d'Avinyó va estar dirigit per Convergència i Unió (CiU) amb majories absolutes. Els seus alcaldes en aquest període van ser Pere Tort i Companyó i Josep Pont i Coll. Entre 1991 i 1999 el municipi va estar governat per Josep Maria Costa i Jiménez dels Independents Demòcrates d'Avinyó (IDEA). CiU va tornar a liderar l'Ajuntament entre 1999 i 2011, amb Josep Balasch i Tordera al capdavant. Esquerra Republicana de Catalunya (ERC) dirigeix l'administració avinyonenca des de 2011, amb Eudald Vilaseca i Font com a batlle. Des de les eleccions del 2023, l'alcalde d'Avinyó és en Sergi Grau i Torrent de Junts per Avinyó.
| Eleccions municipals de 26 de maig de 2019 - Avinyó |                                                   |                                     |                                     |        |           |          |
| Candidatura | Candidatura                                       | Candidatura                         | Cap de llista                       | Vots   | Vots      | Regidors |
| | Esquerra Republicana de Catalunya-Acord Municipal |                                     | Eudald Vilaseca i Font              | 887    | 74,27 %   | 9 (+2)   |
| | Junts per Avinyó                                  |                                     | Sergi Grau i Torrent                | 247    | 20,67 %   | 2 (-2)   |
| | Vots en blanc                                     |                                     |                                     | 61     | 5,10 %    |          |
| Total vots vàlids i regidors | Total vots vàlids i regidors                      | Total vots vàlids i regidors        | Total vots vàlids i regidors        | 1.195  | 100 %     | 11       |
| | Vots nuls                                         | Vots nuls                           | Vots nuls                           | 54     | 4,32 %    |          |
| Participació (vots vàlids més nuls) | Participació (vots vàlids més nuls)               | Participació (vots vàlids més nuls) | Participació (vots vàlids més nuls) | 1,249  | 72,11 %** |          |
| Abstenció | Abstenció                                         | Abstenció                           | Abstenció                           | 483*   | 27,89 %** |          |
| Total cens electoral | Total cens electoral                              | Total cens electoral                | Total cens electoral                | 1.732* | 100 %**   |          |
| Batlle: Eudald Vilaseca i Font (ERC) (11/06/2011) Per majoria absoluta dels vots dels regidors (9 d'ERC)                                                        |                                                   |                                     |                                     |        |           |          |
| Fonts: Ministeri de l'Interior. Junta Electoral de la Zona de Manresa. Periòdic Ara. (* No són vots sinó electors. ** Percentatge respecte del cens electoral.) |                                                   |                                     |                                     |        |           |          |

### Alcaldes d'Avinyó
| Període         | Alcalde o alcaldessa        | Partit polític   | Data de possessió | Observacions |
| --------------- | --------------------------- | ---------------- | ----------------- | ------------ |
| 1979–1983       | Pere Tort i Companyó        | Logotip de CiU   | 19/04/1979        | --           |
| 1983–1987       | Josep Pont i Coll           | Logotip de CiU   | 28/05/1983        | --           |
| 1987–1991       | Josep Pont i Coll           | Logotip de CiU   | 30/06/1987        | --           |
| 1991–1995       | Josep Maria Costa i Jiménez | IDEA             | 15/06/1991        | --           |
| 1995–1999       | Josep Maria Costa i Jiménez | IDEA             | 17/06/1995        | --           |
| 1999–2003       | Josep Balasch i Tordera     | Logotip de CiU   | 03/07/1999        | --           |
| 2003–2007       | Josep Balasch i Tordera     | Logotip de CiU   | 14/06/2003        | --           |
| 2007–2011       | Josep Balasch i Tordera     | Logotip de CiU   | 16/06/2007        | --           |
| 2011–2015       | Eudald Vilaseca i Font      | Logotip d'ERC    | 11/06/2011        | --           |
| 2015–2019       | Eudald Vilaseca i Font      | Logotip d'ERC    | 13/06/2015        | --           |
| 2019-2023       | Eudald Vilaseca i Font      | Logotip d'ERC    | 15/06/2019        | --           |
| Des de 2023     | Sergi Grau Torrent          | Junts per Avinyó | 17/06/2023        | --           |
| Fonts: Municat. |                             |                  |                   |              |

## Entitats esportives
Centre Excursionista d'Avinyó (CEA). Entitat dedicada a la pràctica de l'excursionisme i alpinisme.
El 1968 neix l'Abrigall, grup de joves avinyonencs que es troben per fer sortides junts i per a organitzar-ne per tot el poble. El 1969 comencen les primeres sortides a la muntanya de manera independent o amb el guiatge d'amics excursionistes de pobles veïns. El juliol de 1970 fan la primera ascensió a l'Aneto, moment de referència del naixement del Centre Excursionista d'Avinyó (amb les inicials de: CEA).
El CEA neix com una delegació del Centre Excursionista de la Comarca de Bages, ja que el règim franquista no deixa crear nous centres excursionistes. A l'inici són 11 socis. En aquesta primera dècada, 1971-80, el CEA viu un període de creixement i consolidació. El nombre de socis creix fins a 86. A partir de l'any 1975 el CEA ja té local propi en l'edifici de les antigues escoles del passeig. Les primeres activitats que organitza el CEA no són només activitats de muntanya sinó que també organitza activitats de caràcter lúdic i cultural, com: exposicions, recitals de cançó catalana, cursos de sardanes, xerrades o activitats per a infants. Crea el Moviment Junior, participa en el Congrés de Cultura Catalana i edita la revista Pont Vell. 